# Employed to Serve
Gli Employed to Serve sono un gruppo musicale britannico formatosi a Woking nel 2011.

## Storia del gruppo
Il gruppo viene formato come duo grindcore dalla cantante Justine Jones e dal chitarrista Sammy Urwin. Dopo aver pubblicato due EP digitali per l'indipendente Puzzle Records, reclutano altri tre componenti e, con la firma di un contratto discografico per la Holy Roar Records, pubblicano un terzo EP e, nel 2015, il loro album di debutto Greyer Than You Remember. Già nel 2016 si imbarcano in un proprio tour da headliner nel Regno Unito, e partecipano a diversi festival europei e suonano con Rolo Tomassi, Milk Teeth, Black Peaks e Code Orange. Il secondo album The Warmth of a Dying Sun viene pubblicato nel 2017, prima del cambio di etichetta con la più grande Spinefarm, sussidiaria della Universal, con la quale pubblicano gli album Eternal Forward Motion (2019) e Conquering (2021). Nell'estate 2022 il gruppo si imbarca, con gli Alien Weaponry, nel tour europeo dei Gojira.

## Stile musicale
Principalmente definito come gruppo heavy metal, metalcore, hardcore punk e post-hardcore, gli Employed to Serve utilizzano nella loro musica elementi caratteristici di thrash metal, technical death metal, sludge metal, doom metal, groove metal e nu metal. Nei primi EP, quando ancora erano un duo, la loro musica è stata definita vicina al grindcore. Hanno indicato tra le loro influenze per l'album Conquering del 2022, più vicino al metal che al punk come sonorità principali, gruppi come Machine Head, Testament ed Exodus. Altre influenze citate dal gruppo sono Metallica, Lamb of God, Slipknot, Hatebreed e Fear Factory.

## Formazione
- Justine Jones – voce (2011-presente)
- Sammy Urwin – chitarra, voce (2011-presente)
- David Porter – chitarra (2013-presente)
- Nathan Pryor – basso (2013-presente)
- Casey McHale – batteria (2013-presente)

## Discografia

### Album in studio
- 2015 – Greyer Than You Remember
- 2017 – The Warmth of a Dying Sun
- 2019 – Eternal Forward Motion
- 2021 – Conquering

### EP
- 2012 – Long Time Dead
- 2013 – Counting Crows
- 2014 – Change Nothing Regret Nothing